# 方喙象干尸霉
方喙象干尸霉（学名：Tarichium cleoni）是属于虫霉目虫霉科虫瘴霉属的一种真菌，寄生在象甲上。该种分布于中国、乌克兰。